# La Esperanza del Porvenir
La Esperanza del Porvenir är en ort i Mexiko.   Den ligger i kommunen Tumbalá och delstaten Chiapas, i den sydöstra delen av landet, 800 km öster om huvudstaden Mexico City. La Esperanza del Porvenir ligger 917 meter över havet och antalet invånare är 538.
Terrängen runt La Esperanza del Porvenir är kuperad österut, men västerut är den bergig. Runt La Esperanza del Porvenir är det ganska tätbefolkat, med 60 invånare per kvadratkilometer. Närmaste större samhälle är El Limar, 8,7 km nordväst om La Esperanza del Porvenir. Trakten runt La Esperanza del Porvenir består till största delen av jordbruksmark.